# Hypogastrura trilobata
Hypogastrura trilobata är en urinsektsart som beskrevs av Linnaniemi 1912. Hypogastrura trilobata ingår i släktet Hypogastrura och familjen Hypogastruridae. Inga underarter finns listade i Catalogue of Life.